# León Cortés (canton)

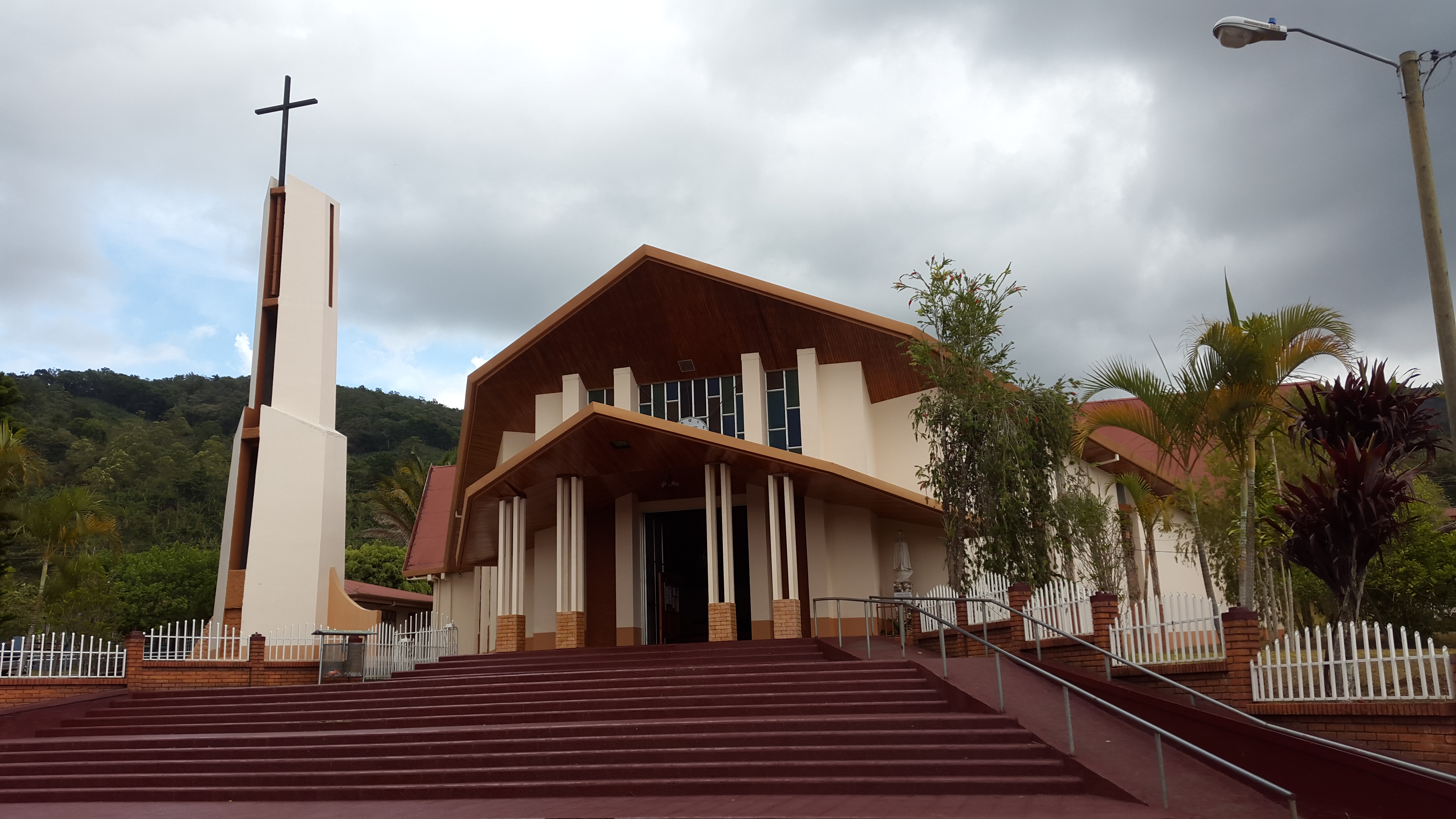
Église Saint-Paul

León Cortés est un canton de la province de San José au Costa Rica.
Il s'étend sur 120,80 km2 et abrite une population estimée à 13 285 habitants. La capitale du canton est San Pablo.

## Districts
Le canton de León Cortés est subdivisé en six districts (distritos) :
| District     | Code postal | Alt. (m) | Superficie (km2) | Pop. (2008) | Coordonnées                 |
| ------------ | --- | -------- | ---------------- | ----------- | --------------------------- |
| San Pablo    | 12001 | 1 542    | 20.93            | 4 450       | 9° 41′ 08″ N, 84° 02′ 32″ O |
| San Pablo    | Barrios (neighborhoods): Estadio, La Clara, La Virgen, Los Ángeles, Sagrada Familia                                                        |          |                  |             |                             |
| San Pablo    | Poblados (villages): Abejonal, Carrizales, Los Navarro, Montes de Oro, Rosario                                                             |          |                  |             |                             |
| San Andrés   | 12002 | 1 340    | 15.95            | 1 981       | 9° 44′ 25″ N, 84° 05′ 15″ O |
| San Andrés   | Poblados (villages): Angostura (part), Bajo Gamboa, Higuerón, Llano Grande, Ojo de Agua (part), Rastrojales                                |          |                  |             |                             |
| Llano Bonito | 12003 | 1 780    | 33.79            | 2 401       | 9° 40′ 03″ N, 84° 06′ 32″ O |
| Llano Bonito | Poblados (villages): Bajo Mora, Bajo Venegas (part), Concepción, San Francisco, San Luis, San Rafael Abajo, Santa Juana, Santa Rosa (part) |          |                  |             |                             |
| San Isidro   | 12004 | 1 640    | 18.68            | 1 631       | 9° 40′ 40″ N, 84° 04′ 35″ O |
| San Isidro   | Poblados (villages): Alto Carrizal, Loma de la Altura, Santa Rosa (part), Trinidad                                                         |          |                  |             |                             |
| Santa Cruz   | 12005 | 1 650    | 21.47            | 1 798       | 9° 44′ 04″ N, 84° 01′ 35″ O |
| Santa Cruz   | Poblados (villages): Cedral (part), Lucha (part), San Martín, Rincón Gamboa                                                                |          |                  |             |                             |
| San Antonio  | 12006 | 1 770    | 9.98             | 1 027       | 9° 43′ 10″ N, 84° 03′ 42″ O |
| San Antonio  | Poblados (villages): Angostura (part), Cuesta                                                                                              |          |                  |             |                             |